# 布雷顿循环
布雷顿循环（英語：Brayton cycle）是一种热力学循环，是吸气式喷气发动机以及燃气轮机的工作原理。最初的布雷顿发动机使用活塞式压缩机和活塞膨胀机，但更现代的燃气涡轮发动机和吹气式喷气发动机也遵循布雷顿循环。尽管循环通常是作为开放系统运行的（并且实际上如果使用内部燃烧必须如此运行），但为了热力学分析的目的，通常假定废气在进气中被重新使用，使得分析成为封闭系统。
布雷顿循环的名稱來自首次將其用於活塞发动机的美国工程师乔治·布雷顿 (1830–1892)，但最早提出並申請专利的是1791年的英国工程师约翰·巴伯(工程师)。它有时也被称为焦耳循环。爱立信循环与布雷顿循环类似，但使用外部热量并结合使用一个再生器（regenerator）。 两种类型的布雷顿循环，对大气开放和使用内燃室，或封闭并使用热交换器。

## 模型
布雷顿类型发动机由三个部件组成：
1. 一个气体压缩机，
2. 一个混合室，
3. 一个涡轮膨胀机（英语：Turboexpander）。

|  |

## 参阅
- 热机
- 暖通空調